# Frank P. Keller
Frank P. Keller, Jr. (* 4. Februar 1913 in Pennsylvania; † 25. Dezember 1977 in Hollywood, Kalifornien) war ein US-amerikanischer Filmeditor, der für seine Arbeit an Peter Yates’ Actionfilm Bullitt mit dem Oscar ausgezeichnet wurde.

## Leben
Keller begann seine Filmkarriere 1949 als Assistent von Al Clark bei der Produktion von Der Mann, der herrschen wollte. In den 1950er Jahren arbeitete er mit Frank Capra an von AT&T in Auftrag gegebenen Unterrichtsfilmen. Dazu zählten unter anderem Our Mr. Sun von 1956, einer Technicolorproduktion mit Eddie Albert, welche die Funktion der Sonne und ihre Auswirkungen auf das menschliche Leben erklärte. 1957 gewann Keller hierfür den Emmy Award. Beide drehten bis 1958 drei weitere Unterrichtsfilme der Serie, danach arbeitete Keller für William Witneys Film noir Die Höllenkatze erstmals an einem Spielfilm. 1961 arbeitete er erneut mit Frank Capra zusammen, Die unteren Zehntausend war dessen letzte Filmarbeit. In den 1960er Jahren war Keller auch verschiedentlich für das Fernsehen tätig, unter anderem an Episoden der Fernsehserien Mit Schirm, Charme und Melone und Raumschiff Enterprise.
1968 arbeitete er erstmals mit dem Regisseur Peter Yates. Bereits für ihre erste Zusammenarbeit, Bullitt, erhielt Keller 1969 den Oscar, nachdem er im Jahr zuvor für seine Arbeit am Kriegsfilm Blutiger Strand von Cornel Wilde eine erste Nominierung erhalten hatte. Bis 1976 arbeiteten Keller und Yates zusammen an insgesamt sechs Filmen, unter anderem Vier schräge Vögel, für die Keller eine weitere Nominierung für den Oscar erhielt. 1974 war er für Die Möwe Jonathan letztmals für den Oscar nominiert. 1976 wurde er in das Board of Governors der Academy of Motion Picture Arts and Sciences aufgenommen. Er verstarb im darauf folgenden Jahr im Alter von 64 Jahren.

## Filmografie (Auswahl)
- 1949: Der Mann, der herrschen wollte (All the King’s Men)
- 1958: Die Höllenkatze (The Bonnie Parker Story)
- 1959: Fünf Pennies (The Five Pennies)
- 1961: Die unteren Zehntausend (Pocketful of Miracles)
- 1963: Papa’s Delicate Condition
- 1963: Wenn mein Schlafzimmer sprechen könnte (Come Blow Your Horn)
- 1966: Cyborg 2087
- 1966: Tarzan und die goldene Stadt (Tarzan and the Valley of Gold)
- 1967: Blutiger Strand (Beach Red)
- 1968: Bullitt
- 1969: John und Mary (John and Mary)
- 1971: Das Wiegenlied der Verdammten (Murphy’s War)
- 1972: Vier schräge Vögel (The Hot Rock)
- 1973: Die Möwe Jonathan (Jonathan Livingston Seagull)
- 1974: Bei mir liegst du richtig (For Pete’s Sake)
- 1976: C.R.A.S.H. (Mothers, Jugs and Speed)
- 1977: Der Mann mit der Stahlkralle (Rolling Thunder)

## Auszeichnungen
- 1968: Oscarnominierung für Blutiger Strand
- 1969: Oscar für Bullitt
- 1970: Nominierung für den Britischen Filmpreis für Bullitt
- 1973: Oscarnominierung für Vier schräge Vögel
- 1974: Oscarnominierung für Die Möwe Jonathan